# Riosucio (Chocó)
Riosucio és un municipi de Colòmbia, al Departament de Chocó. Limita al nord amb la Província de Darién (Panamà) i el municipi d'Unguía; a l'orient limita amb Turbo i Mutatá (ambòs a Antioquia. Al sud amb els municipis de El Carmen del Darién i Bahía Solano. A l'orient amb el municipi de Juradó i la província de Darién.